# بخش روپاندهی
بخش روپاندهی (به لاتین: Rupandehi District) یک بخش در نپال است که در استان شماره ۵ واقع شده‌است. بخش روپاندهی ۱٬۳۶۰ کیلومتر مربع مساحت و ۹۸۲٬۸۵۱ نفر جمعیت دارد.